# Усатый центракант
Усатый центракант  (лат. Centracanthus cirrus) — вид морских лучепёрых рыб из семейства спаровых (Sparidae), единственный в роде центракантов (Centracanthus).
Распространены в восточной Атлантике от Мавритании до Португалии, включая Мадейру, Азорские и Канарские острова, а также в Средиземном, Эгейском и Мраморном морях. Обитают на глубине от 200 до 1000 м .

## Описание
Тело удлинённое, сжатое с боков, покрыто ктеноидной чешуёй. Рыло заострённое. Глаза большие. Верхняя челюсть выдвижная. На обеих челюстях несколько рядов мелких ворсинковидных зубов. На сошнике зубов нет. В жаберной перепонке шесть лучей.
Один длинный спинной плавник с 11—13 жёсткими колючими лучами и 9—17 мягкими лучами. Между колючей и мягкой частями имеется заметная выемка.В коротком анальном плавнике 3 колючих и 9—16 мягких лучей. Грудные плавники длинные. Брюшные плавники с 1 колючим и 5 мягкими лучами, в основании имеется хорошо выраженная чешуйчатая лопастинка. Хвостовой плавник выемчатый. В боковой линии до 100 чешуй. Спина красноватая, брюхо белое.
Максимальная длина тела 34 см, обычно до 12 см. Максимальная продолжительность жизни 5 лет
.

## Биология
Обитают в неретической зоне над скалистыми и гравийными грунтами. Летом подходят ближе к берегу для нереста. Икра и личинки пелагические.

## Распространение и среда обитания
Встречаются в умеренной западной части Атлантического океана на севере до Португалии и на юге до Канарских островов, в Средиземном и Черном морях. О усатом центраканте также сообщалось из Кабо-Верде и Мавритании. Усатый центракант это прибрежный вид, обитающий на каменистых или гравийных поверхностях глубиной до 200 м (660 футов), хотя в Ионическом море он был зафиксирован на глубине до 464 м (1522 фута). Самая глубокая точка, на которой он был обнаружен, составляет 1000 метров (3300 футов) в Мраморном море.